# Jerzy Kuszakiewicz
Jerzy Kuszakiewicz (ur. w 1914 w Warszawie, zm. 30 czerwca 2013) – polski sportowiec, lekkoatleta, wielokrotny rekordzista świata w kategorii weteranów.
Ukończył warszawskie gimnazjum im. Reja, do klasy chodził z Jeremim Przyborą. Już wtedy uzyskiwał świetne wyniki - 2:06 na 800 metrów i 4:24 na 1500 metrów. Władze szkolne nie tolerowały jednak innych dyscyplin sportowych niż gimnastyka. W efekcie Jerzy Kuszakiewicz został inżynierem i na długie lata zapomniał o sporcie.
Do biegania wrócił w wieku 59 lat, kiedy z uwagi na stan zdrowia lekarz kazał mu nie ruszać się z fotela. W przeciągu kilku lat Kuszakiewicz powrócił do wielkiej formy. Biegał na dystansach od 800 metrów do maratonu, w Polsce, Grecji, Stanach Zjednoczonych (gdzie przez wiele lat mieszkał), a także Berlinie. W 1978 roku, w wieku 64 lat, ukończył warszawski maraton w czasie 3 godz. 50 minut. Osiem lat później pobił życiowy rekord, schodząc do 3 godzin i 38 minut.
W latach 80. i 90. mieszkał w Austin w USA. Pobił wówczas wszystkie rekordy w swojej kategorii wiekowej, na dystansach od 5 km do maratonu. Potem wrócił do Polski. Pod koniec życia Jerzy Kuszakiewicz mieszkał w Zielonce, gdzie wciąż trenował, co kilka dni biegając na dystansie 5 km. Odznaczony Złotym i Srebrnym Krzyżem Zasługi.